# Sankt Görans grekisk-ortodoxa kyrka, Adelaide
Sankt Görans grekisk-ortodoxa kyrka (engelska: Greek Orthodox Church of St. George) är en grekisk-ortodox kyrkobyggnad belägen i orten Thebarton, i staden Adelaide i delstaten South Australia, i södra Australien.
Kyrkan är helgad åt den romerske martyren, soldaten och helgonet Sankt Göran och tillhör Grekisk-ortodoxa ärkestiftet i Australien i Konstantinopels ekumeniska patriarkat i den Grekisk-ortodoxa kyrkan.

## Historik
Grundstenen till Sankt Görans grekisk-ortodoxa kyrka i Adelaide lades den 25 november 1965. Kyrkan stod klar i juli 1966 och invigdes den den 14 augusti samma år.

## Bilder

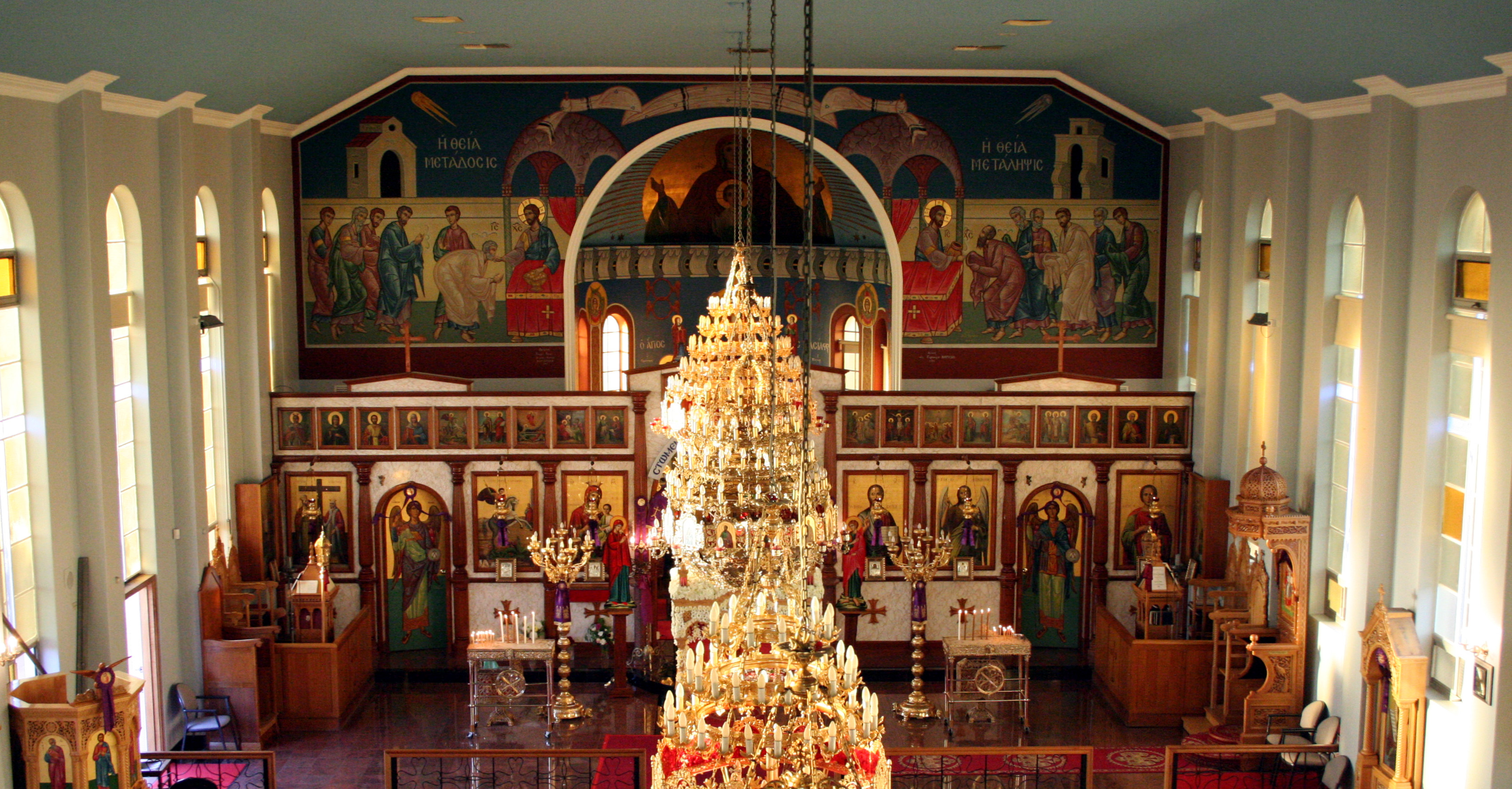
Kyrkans interiör mot ikonostasen.